# 萤火虫工作室
萤火虫工作室（英語：Firefly Studios）是一家总部设在英国伦敦和康涅狄格州坎顿，并在苏格兰阿伯丁设有质量部门的电子游戏开发商。1999年8月，西蒙·布雷德伯里，埃里克·乌列特和大卫·莱斯特成立工作室，一起开发了很多游戏，包括“凯撒”和“王国霸主”系列。公司成立后，萤火虫工作室发布了一个未来前景规划：
“萤火虫工作室要创造一个人们游戏其中的引人瞩目的新世界。我们要提供一个丰富多彩的游戏环境，令玩家在我们的图像和编码技术不断提升的游戏世界中感到愉快。我们的专长是在游戏中开发战略，而我们今后要继续发展，与我们精彩的视觉效果，引人瞩目的人物和易于上手的特点相结合。如果我们能这样完成工作，玩家将会发现一个自己创造的，加进自己个性的世界”。 
该公司将市场定位于PC（Windows）和苹果电脑上的即时战略游戏领域，特别是公司成功的“要塞”系列。目前，他们正在开发PC和Xbox360上的次时代游戏。

## 游戏
- 要塞 (2001)
- 要塞: 十字军 (2002)
- 太空殖民地 (2003)
- 要塞2 (2005)
- 文明城市: 罗马 (2006)
- 要塞传奇 (2006)
- 要塞: 十字军增强版 (2008)
- 地牢英雄 (2009)
- 要塞3 (2011)